# Arrasi első világháborús temető
Az arrasi első világháborús temető (Faubourg d'Amiens Cemetery) egy nemzetközösségi sírkert, amelyet Edwin Lutyens brit építész tervezett. A sírkertben áll a hősi halottak emlékműve is.

## A temető
A francia hadsereg 1916 tavaszán adta át Arras ellenőrzését a nemzetközösségi alakulatoknak. A Faubourg d'Amiens-temetőben, a francia katonai sírkert mögött, 1916 márciusában kezdődött meg a nemzetközösségi katonák temetése. A területet 1918 novemberéig használták a kötözőállomások és a harcoló alakulatok. A háború után jelentősen kibővítették, sok sírt áttelepítettek oda a csataterekről és a környező kisebb temetőkből. A sírkertben 2650 nemzetközösségi katona nyugszik, közülük 2392 brit, 153 kanadai, 60 dél-afrikai, 26 új-zélandi, kilenc indiai volt, a többieket nem tudták azonosítani.

## Második világháború
A második világháborúban Arrasban volt a brit expedíciós sereg főhadiszállása 1940. május 23-áig. A britek és a szabad francia hadsereg 1944. szeptember 1-jén tért vissza a városba. Ebben az időszakban nyolc halottat temettek el az első világháborús sírkertbenː három brit katonát és négy repülőst, valamint egy ismeretlen személyazonosságú embert. A második világháborúban elhunyt amerikai katonák előtt külön emlékmű tiszteleg a temetőben. Harminc más nemzetiségű, többségében német halott is nyugszik a sírkertben.